# Eunice Gayson
Eunice Gayson  est une actrice britannique née le 17 mars 1928 dans le quartier londonien de Croydon et morte le 8 juin 2018 à Londres. Elle est la première James Bond girl en 1962 dans James Bond 007 contre Dr No puis dans Bons baisers de Russie en 1963, et reste jusqu'à Léa Seydoux en 2020 la seule à avoir tenu ce rôle dans deux films successifs. 

## Biographie
Dans les années 1950, Eunice Gayson alterne au cinéma des drames, des films d'aventure et des films d'horreur (Frankenstein). Elle est  considérée comme la première James Bond girl, en apparaissant dans le premier film de la saga James Bond produit par EON Productions James Bond 007 contre Dr No avec Sean Connery en 1962. Son rôle est quasiment éclipsé par celui d'Ursula Andress, dans le rôle d'Honeychild Ryder, qui joue une grande partie du film et qui connaîtra une grande renommée internationale. Eunice Gayson a la particularité d'apparaître dans le même rôle - celui de Sylvia Trench - dans deux James Bond (James Bond contre Dr No et Bons baisers de Russie l'année suivante). Elle joue ensuite dans des séries télévisées à succès telles que Le Saint et Chapeau melon et bottes de cuir.

## Filmographie

### Cinéma
- 1950 : Le Démon de la danse (Dance Hall) de Charles Crichton
- 1951 : To Have and to Hold de Godfrey Grayson : Peggy
- 1954 : Le Démon de la danse (Dance Little Lady) de Val Guest
- 1956 : Le Dernier Homme à pendre (The Last Man to Hang?) de Terence Fisher : Elisabeth Anders
- 1956 : Zarak le valeureux (Zarak) de Terence Young : Cathy Ingram
- 1957 : En avant amiral ! (Carry On Admiral) de Val Guest
- 1958 : La Revanche de Frankenstein (The Revenge of Frankenstein) de Terence Fisher : Margaret Conrad
- 1962 : James Bond 007 contre Dr No (Dr. No) de Terence Young : Sylvia Trench
- 1963 : Bons Baisers de Russie (From Russia With Love) de Terence Young : Sylvia Trench

### Télévision
- 1963 : Le Saint (The Saint) : S02E022 : Le Millionnaire invisible : Nora Prescott
- 1964 : Destination Danger (Danger Man) : S01E10 : Louise Bancroft
- 1965 : Le Saint (The Saint) : S04E07 : Christine Graner
- 1966 : Chapeau melon et bottes de cuir (The Avengers) : S04E19 : Lucille Banks
- 1972 : L'Aventurier (The Adventurer) : S01E03 : Countess Marie